# رویال فلایت
رویال فلایت (به انگلیسی: Royal Flight) یک شرکت هواپیمایی با کد یاتا 4R است که در تاریخ ۲۰۱۴ میلادی تأسیس شده است.
دفتر مرکزی رویال فلایت در آباکان، روسیه واقع شده‌است.